# WavPack
WavPack – darmowy format bezstratnej kompresji dźwięku, oparty na zasadach otwartego oprogramowania.
Pliki zawierające dźwięk w tym formacie mają rozszerzenie .wv

## Cechy formatu
- wydany na licencji BSD
- obsługiwany przez wiele platform
- odporny na błędy
- obsługa strumieniowania
- obsługuje strumienie wielokanałowe
- posiada tryb hybrydowy
- wsparcie sprzętowe (poprzez Rockbox)
- metadane (ID3 oraz tagi APE)
- kompatybilny z ReplayGain
- daje możliwość utworzenia samorozpakowujących się plików pod systemami Windows
- obsługuje przechowywanie arkuszy CUE w metadanych
- używa sum kontrolnych MD5 do weryfikacji poprawności
- może kodować zarówno w trybie symetrycznym, jak i asymetrycznym (wolniej koduje, by przyspieszyć odkodowywanie)

## Tryb hybrydowy
WavPack umożliwia tworzenie plików hybrydowych – tworzony jest wówczas plik zakodowany stratnie oraz plik z „danymi naprawczymi”, który w połączeniu z plikiem zakodowanym stratnie umożliwia odtworzenie identycznego strumienia dźwiękowego z oryginałem.
Podobny tryb hybrydowy jest stosowany w formatach OptimFROG DualStream oraz MPEG-4 SLS.